# Парусное судно
Па́русное су́дно (па́русник) — судно, которое использует парус и силу ветра для движения. 
Первые парусные и парусно-гребные суда появились несколько тысяч лет назад в эпоху древнейших цивилизаций. Парусные суда способны развивать скорость, превышающую скорость ветра. На современных транспортных судах парусное оснащение (из алюминия и полимерных материалов) предлагается применять в качестве вспомогательного движителя, позволяющего существенно сократить расход топлива.

## История
Паруса появились около 5 тыс. лет назад. В Древнем Египте, Финикии, Китае, Древней Греции, Древнем Риме они использовались на гребных судах в качестве дополнительного движителя. Первые парусные суда имели прямой парус, который мог использоваться только при попутном ветре. Прямое парусное вооружение было также у судов финикийцев, этрусков, древних греков, древних римлян, на ладьях викингов и древних славян.
Косые паруса появились в VIII–IX веках на Средиземном море. Жители Северной Европы называли их «латинскими». Такие паруса позволяли двигаться под острым углом к ветру вдоль извилистых берегов и среди островов Средиземноморья. Латинский парус можно также было поставить поперёк судна, и тогда он работал как прямой парус. Можно было поставить и два латинских паруса «бабочкой».
До XIV века в Европе были только суда с одной мачтой и одним парусом на этой мачте. В середине XV века начали строить суда с тремя мачтами. В Португалии и Испании стали строить каравеллы, караки и галеоны. Наступил «век паруса».
На каждой из мачт вначале ставили по одному парусу. Но уже в XVI веке нормой стало три паруса на грот-мачте (центральной), два–три паруса на фок-мачте (передней) и два паруса на бизань-мачте (задней). В XVI веке появился бушприт — наклонная мачта на носу судна. На нём стали ставить небольшой прямой парус, который получил название «блинд» и служил, в основном,  для маневрирования в гавани. В конце XVII века на бушприте стали ставить косые паруса — кливера.
Начиная с XVII века, первенство в конструировании и постройке кораблей завоевали Нидерланды. Голландцы строили их по тщательно выверенным расчетам и чертежам.
В XVIII веке, поскольку суда стали больше и тяжелее, их рулём уже трудно было управлять с помощью колдерштока, поэтому стал использоваться штурвал, который через специальное передаточное устройство приводил руль в движение. В XVIII веке появились новые типы парусных судов — бриги, кечи, и другие, в XIX веке к ним добавились шхуны, барки, клиперы, бригантины. Подводную часть судов стали обшивать медью для защиты от обрастания и древоточцев.
В XIX веке всё больше использовались пароходы, и, конкурируя с ними, к концу XIX века судовладельцы стали использовать парусные суда огромного размера, так называемые винджаммеры (англ. windjammer — буквально  «выжиматель ветра»), которые могли перевозить очень большие партии грузов. Их строили уже не из дерева, а из стали. Они использовались прежде всего для перевозок в Европу пшеницы из Австралии и селитры из Чили. По суммарному тоннажу пароходы догнали парусные суда только в самом конце XIX века. В 1905 году в мировом торговом флоте ещё было более 3500 больших и средних парусных судов.
Но после Первой мировой войны винджаммеры стали использоваться всё реже,  флот грузовых парусных судов резко сократился. Собственником самого большого флота винджаммеров (40 судов) к началу Второй мировой войны был предприниматель с Аландских островов Густав Эриксон. Его суда выполняли рейсы с грузом пшеницы из Австралии в Великобританию. После его смерти в 1947 году его бизнес перешёл к его старшему сыну, который, однако, не смог сохранить уникальный парусный флот отца. Три парусника Эриксона («Пассат», «Померания» и «Викинг») в настоящее время являются музейными судами. Последним винджаммером, использовавшимся для грузовых перевозок, был четырёхмачтовый стальной барк «Омега», который затонул в Тихом океане в 1958 году.

### Современный парусный флот
В настоящее время большие парусные суда используются прежде всего как учебные. Примерами таких судов являются  итальянский «Америго Веспуччи», германские «Горх Фок II», «Грайф», польский «Дар молодёжи», чилийская «Эсмеральда», аргентинский «Либертад»; российские учебные парусные суда перечислены ниже. 

На настоящее время (2010-е годы) в составе учебного флота мира осталось в строю около 200 парусных судов, из них 50 — крупные суда классической оснастки конца XIX — начала XX веков. Кроме того, насчитывают порядка 30 тысяч единиц спортивных яхт. В настоящее время также существуют круизные парусники для туристов (Royal Clipper, Sea Cloud, Club Med 2, Wind Surf и другие). Также есть 
суда-реплики, такие как «Гётеборг» — самый большой (на 2013) действующий деревянный парусник в мире.
Каждые пять лет в Бремерхафене и Амстердаме  проходят крупнейшие в мире фестивали парусных судов (Sail Bremerhaven и SAIL Amsterdam).
С 2009 года построенная во время Второй мировой войны бригантина «Tres Hombres», принадлежащая нидерландской компании «Fair Transport», осуществляет морские грузоперевозки между европейскими странами, США, островами Атлантики и Карибского бассейна. Компания стремится обеспечить доставку товаров с минимальными затратами, не нанося вред окружающей среде.
Современные парусные суда России
| Наименование       | Изображение | Год (спущен) | Парусное вооружение | Владелец                                     | Курсантов |
| ------------------ | ----------- | ------------ | ------------------- | -------------------------------------------- | --------- |
| Седов              |             | 1921         | барк                | КГТУ (БГАРФ)                                 | 170       |
| Крузенштерн        |             | 1926         | барк                | КГТУ (БГАРФ)                                 | 120       |
| Триумф             |             | 1987         | бриг                |                                              | -         |
| Мир                |             | 1987         | корабль             | ГМА                                          | 96        |
| Херсонес           |             | 1988         | корабль             | ФГУП "Росморпорт"                            | 110       |
| Паллада            |             | 1989         | корабль             | ДГТРУ                                        | 144       |
| Юный балтиец       |             | 1989         | шхуна               | Морской технический колледж Санкт-Петербурга | 32        |
| Надежда            |             | 1991         | корабль             | МГУ Невельского                              | 143       |
| Штандарт           |             | 1999         | корабль             | НП «Проект „Штандарт“»                       | -         |
| Гото Предестинация |             | 2014         | корабль             |                                              | -         |
| Полтава            |             | 2018         | корабль             | Газпром                                      | -         |

Pyxis Ocean — сухогруз класса Kamsarmax, оснащенный технологией ветропривода разработки британской компании  BAR Technologies (на стоянке в порту они складываются, а в открытом море раскрываются и должны помочь сократить расход топлива дизельных двигателей судна)

## Устройство парусного судна
Классическая схема парусного судна включает 4 части: корпус, рангоут, такелаж и паруса.

### Корпус
Основная часть судна.

### Рангоут
Рангоут — система мачт, реев, гафелей и других конструкций, предназначенных для размещения парусов, сигнальных огней, постов наблюдения. Рангоут может быть неподвижным (мачты, стеньги, бушприт) и подвижным (реи, гафели, гики).

### Такелаж
Такелаж разделяют на стоячий и бегучий.
Стоячий такелаж служит для удержания на месте рангоута и играет роль растяжек. Тросы стоячего такелажа на современных судах выполняют, как правило, из оцинкованной или нержавеющей стали.
Бегучий такелаж предназначен для управления парусами, их подъёма, уборки.

### Паруса
Парус — движитель парусного судна — кусок материи, на современных судах — синтетической, крепящейся к рангоуту с помощью такелажа, позволяющий трансформировать энергию ветра в движение судна. Паруса разделяют на прямые и косые.
Прямые паруса имеют форму равнобокой трапеции, косые — форму треугольника или неравнобокой трапеции. Использование косых парусов позволяет судну двигаться круто к ветру.

## Классификация парусных судов
Наиболее распространённой является классификация по типу парусного вооружения и рангоута. Так, все парусные суда делят на 2 категории: большие парусные суда, имеющие фок-мачту и грот-мачту, и малые парусные суда, имеющие грот-мачту и бизань-мачту, либо имеющие единственную мачту.
- Большие парусные суда, имеющие фок-мачту и грот-мачту

Корабль — судно, имеющее не менее трёх мачт с прямыми парусами на всех мачтах
Фрегат — боевой корабль, имеющее 3 мачты с прямыми парусами и одну орудийную палубу. Являлся одним из наиболее разнообразных по характеристикам классов парусных кораблей.
Клипер — судно, имеющее 3 или 4 мачты с прямыми парусами. Это быстроходное судно XIX века развивало скорость  за счет узкого корпуса, высоких мачт и наличия на корпусе острых обводов. Водоизмещение – до 1.5 тонн.
Барк — судно, имеющий не менее трёх мачт, с прямыми парусами на фок-мачте и грот-мачтах и косыми парусами на бизань-мачте
Бриг — судно, имеющее 2 мачты с прямыми парусами Прямые паруса фок-мачте, прямые и косые грот-мачте. Бриг имел относительно не большое пушечное вооружение от 10 до 20 пушек. Это судно могло ходить на веслах.
Галеон — большое многопалубное парусное судно XVI-XVIII веков с сильным артиллерийским вооружением, его использовали как в военных, так и в торговых целях.
Каравелла — судно, имеющее 3-4 мачты и одну палубу, это  универсальный парусный деревянный корабль, способный к океанским плаваниям. Каравелла имела высокий нос и корму, что способствовало сопротивлению океаническим волнам.
Каракка — судно, имеющее 3 мачты. Каракка имела торговое или военное применение в XVI-XVII веках. Водоизмещение достигало 2 тысяч, но чаще 800-850 тонн.
Люггер — судно, имеющее 2 или 3 мачты, с прямыми парусами. Был создан во Франции в конце XVIII века. Ценились за быстроходность, их назначение было разведывательно-посыльное. 

Суда со смешанным парусным вооружением
Баркентина (шхуна-барк) — судно, имеющее не менее трёх мачт, с прямыми парусами на фок-мачте и косыми парусами на всех остальных мачтах
Бригантина (шхуна-бриг) — судно, имеющее 2 мачты, с прямыми парусами на фок-мачте и косыми парусами на грот-мачте
Флейт — судно, имеющее 3 мачты, с прямыми парусами на косые бизань мачте.
Шнява — имели две мачты с прямыми парусами и бушприт, стаксель и кливер. Также шнявы имели третью мачту (так называемую шняв-мачту, трисель-мачту) стоящую непосредственно вплотную за грот-мачтой с небольшим зазором, на которой несли трисель с гиком, пришнурованный передней шкаториной к этой мачте. Иногда эта мачта заменялась специальным тросом (джек-штагом), к которому кольцами присоединялась шкаторина паруса.
Шхуна — судно, имеющее не менее двух мачт с косыми парусами на всех мачтах
- Малые парусные суда, имеющие грот-мачту и бизань-мачту, или имеющие единственную мачту. Все малые суда имеют косое парусное вооружение и классифицируются по количеству мачт на полуторамачтовые и одномачтовые

Полуторамачтовые суда
Кеч — полуторамачтовое судно, бизань-мачта которого находится впереди головки руля
Иол — полуторамачтовое судно, бизань-мачта которого находится позади головки руля
Карбас- — судно, имеющее 1 или 2 мачты, с двумя прямых парусами на мачте. Основное назначение - промысловое, грузовое, транспортное. Использовался на русском севере (поморы Белого моря и другие).
Одномачтовые суда
Кэт — судно с одним парусом
Шлюп — судно с одним парусом на мачте и стакселем (если на мачте гафельный трисель, то над ним может быть устанавлен топсель и тогда шлюп имеет 3 паруса). Шлюп может быть гафельным или бермудским. Бермудский шлюп сейчас самое распространённое вооружение для яхт. Не следует путать данный шлюп с трёхмачтовыми боевыми шлюпами XVIII—XIX веков
Тендер — судно, имеющее 1 или несколько парусов на мачте, стаксель, 1 или несколько кливеров
- Азиатские суда

Дау — общее название разных арабских судов (багала, бателла, самбук, зарук и т. д.) с латинским парусным вооружением.
Джонка — судно, имеющее 2-3 мачты,  речного и прибрежного морского плавания, распространённое в Юго-Восточной Азии.

##### Голландские парусные суда
Из за специфического района плавания, где осушка и мелководные морские участки дважды в сутки появляются из под воды во время отливов — явление обычное и вода при этом может отступать от берега на десятки километров, голландцы придумали суда, которым посадка на мель — не авария, а обычное дело. Главные отличительные особенности этих кораблей — плоское дно корпуса, гафельное парусное вооружение и закругленные доски по бортам – поворотные шверты или по-другому, шверцы. Они заменяют этим лодкам киль. Так же у них, кроме грота и стакселя, есть третий парус — кливер, который крепится к бушприту. Из за того, что корпуса этих лодок плоскодонные и не имеют развитого киля, при повороте направление движения судна изменяется очень медленно. Чтобы резко повернуть, с борта, противоположного направлению поворота, опускается шверт.
Основные типы традиционных голландских судов — лемстераак, виссерманаак, тьялк. Они очень похожих друг на друга, но отличаются нюансами конструкций. Окончание «аак», означает баржа по-голландски.
- виссерманаак — строились по проекту рыбацкой лодки, в основном для ловли селедки и угрей[18]. Поэтому у виссерманааков большой кокпит и  открытая плоская палуба , чтобы поместился огромный стол для разделки рыбы[17]. А вот внутренние помещения у нее невелики: кают-компания и две общие каюты. Из-за большого кокпита кормовые каюты очень низкие и тесные, фактически – просто спальные места[18].
- лемстераак — ведет свое происхождение от самых первых прогулочных яхт, придуманных в 17 веке . Эта лодка имеет очень длинную надстройку, так называемый «павильон»[17]. Этот "павильон", представляет собой часть палубы,но при этом обеспечивает очень высокие потолки во всех помещениях судна[17]. Внутренняя планировка самая разнообразная, в основном это одна двухместная каюта, а остальные каюты – большие, с несколькими разноуровневыми спальными местами[18]. Камбуз, как правило, большой и удобный, плиты часто без карданов, холодильники вместительные[18]. Гальюн всегда один на всю лодку, независимо от количества спальных мест, кают-компания  просторная, красивая и уютная[18].
- тьялка — особенный тип корпуса судна, в зависимости от размера эти суда вооружались и гафельным тендером, и трехмачтовой шхуной[19]. Эти суда упоминались в документах еще независимого Брабантского герцогства, и известны уже около тысячи лет. Эти парусные баржи, почти прямоугольной формы, с ложкообразным носом и кормой[19].